# Ars Nova (kör)
Ars Nova är en professionell dansk kör som är specialiserad på tidig och nutida musik. Kören består av tolv sångare.
Ars Nova grundades 1979 av dirigenten Bo Holten. Han ledde kören till 1996 då Tamás Vetö tog över. Kören togs sedan över av chefsdirigent är Paul Hillier som slutade 2024. Körens nuvarande dirigent heter Sofi Jeannin. 
Kören har sedan 1990 status av specialensemble under danska Statens Kunstråd (tidigare Statens Musikråd). Kören har sedan starten specialiserat sig på två musikaliska epoker, Renässansen och musik efter 1950 ("nutida musik").